# نيكولاي كوزلوف
نيكولاي كوزلوف (بالروسية: Козлов, Николай Николаевич)‏ هو لاعب كرة الماء روسي، ولد في 21 يوليو 1972 في شتشربينكا في روسيا.

## وصلات خارجية
- نيكولاي كوزلوف على موقع الاتحاد الدولي للسباحة (الإنجليزية)
- نيكولاي كوزلوف على موقع اللجنة الأولمبية الدولية (الإنجليزية)
- نيكولاي كوزلوف على موقع أوليمبيديا (الإنجليزية)